# Ђорђе Ђоковић
Ђорђе Ђоковић (17. јул 1995) српски је бивши тенисер и директор турнира Србија опен. Најмлађи је син Дијане и Срђана Ђоковића и млађи је брат Новака и Марка Ђоковића.

## Тениска каријера
Највеће достигнуће Ђорђа Ђоковића у досадашњој професионалној каријери је пласман у четвртфинале турнира у паровима на Отвореном првенству Кине 2015. године.

## Статистика каријере

### Финала челенџера и фјучерса

#### Дублови 1 (1: 0)
| Легенда           |
| ----------------- |
| Челенџери (0 : 0) |
| Фјучерси (1 : 0)  |

| Исход    | #  | Датум        | Турнир             | Површина | Партнер    | Противници                 | Резултат     |
| -------- | -- | ------------ | ------------------ | -------- | ---------- | -------------------------- | ------------ |
| Победник | 1. | 20. јул 2013 | Београд, Србија Ф5 | Глина    | Метју Шорт | Иван Сабанов Матеј Сабанов | 7 : 5, 6 : 3 |